# Інвестиційна компанія
Інвестиційна компанія (англ. Investment Company) — компанія, яка використовує свій капітал для інвестування в інші компанії. Водночас, у вузькому розумінні, інвестиційна компанія — це фінансовий посередник, що спеціалізується на управлінні довгостроковими вільними грошовими коштами дрібних приватних інвесторів. Інвестиційні компанії акумулюють грошові засоби приватних інвесторів, що залучаються через продажу їм власних цінних паперів.
Інвестиційні компанії є одночасно покупцями, власниками, емітентами і продавцями акцій і облігацій. На зібрані засоби інвестиційні компанії купують акції різних акціонерних товариств, отримуючи дивіденди. Інвестиційні компанії чутливо реагують на зміни ситуації на фінансовому ринку, купують або продають цінні папери за сприятливим для них ринковим курсом. Отримані доходи дозволяють інвестиційним компаніям створювати значні фінансові резерви і виплачувати своїм акціонерам сталі за розмірами дивіденди при мінімальному ризику банкрутства.
Інвестиційна компанія створюється у формі акціонерного товариства або товариства з обмеженою відповідальністю в порядку, встановленому для цих товариств, та здійснює діяльність щодо спільного інвестування.
Переважна більшість інвестиційних компаній в Україні створювалась для роботи з приватизаційними паперами, тому організаційні засади їх діяльності передбачали умови акумулювання та розміщення цих специфічних цінних паперів. Практика вітчизняного функціонування інвестиційних компаній показала, що оскільки згідно з чинним законодавством вони не могли акумулювати приватизаційні майнові сертифікати, то вони створювали закриті взаємні фонди, які обмінювали цінні папери на інвестиційні сертифікати.
Інвестиційна компанія одержує прибутки від діяльності, пов'язаної із спільним інвестуванням, пропорційно до вартості майна, переданого нею у взаємний фонд, якщо інше не передбачено інвестиційною декларацією. Вона отримує інвестиційні сертифікати у розмірі, що відповідає вартості майна, переданого нею у взаємний фонд. Інвестиційні сертифікати засновників зберігаються у депозитарія і не можуть пропонуватися на продаж.

## Функції інвестиційної компанії та їх характеристики
1. Функція підготовки емісії.
Ця функція полягає:
- у наданні сприяння в реорганізації компаній;
- у конструюванні емісій в альянсі з такими діячами інвестиційного ринку як емітент, юридичні фірми, інвестиційні консультанти;
- в оцінюванні емітента та емітованих цінних паперів;
- у встановленні зв'язків між емітентом і головними інвесторами, членами синдикату, що займаються розповсюдженням цінних паперів.

2. Функція розподілу.
Дана функція передбачає забезпечення:
- викупу частини або повної суми емісії;
- прямого розподілу емісії (безпосередній продаж інвесторам);
- продаж через емісійний синдикат;
- гарантування ризиків;
- підтримки курсу цінного паперу у період її первинного розміщення на наявному вторинниму

ринку.
3. Функція післяринкової підтримки.
Ця функція полягає:
- у підтримці курсу цінного паперу на вторинному ринку (як правило, протягом одного року).

4. Функція аналітичної та дослідницької підтримки.
Дана функція передбачає:
- здійснення контролю за динамікою курсу цінного паперу та факторів, що на неї мають вплив.